# Antonio Soldevilla
Antonio Soldevilla Castellsagué, conocido como Soldevilla (Hospitalet de Llobregat, España, 19 de diciembre de 1978) es un futbolista español. Su actual club es el Club Deportivo Eldense de Alicante. 

## Trayectoria
Toni Soldevilla ingresó en las categorías inferiores del RCD Espanyol, prodecente del cadete del CE L'Hospitalet. Con sólo 16 años debutó el filial blanquiazul en Segunda División B.
Vicente Miera le hizo debutar en la Primera División de España el 19 de febrero de 1997, en un partido entre el RCD Espanyol y el Athletic Club, aunque fue expulsado veinte minutos después de haber saltado al terreno de juego.
Tras varios años alternado el filial con esporádicas intervenciones en el primer equipo, la temporada 1999-00 pasó a formar parte, definitivamente, de la plantilla profesional del club, que esa misma campaña conquistó la Copa del Rey.
Poco a poco fue consolidándose en la titularidad, llegando a ser capitán del equipo, hasta que en diciembre de 2003 abandonó por sorpresa una concentración en La Coruña. Tras varias ausencias en los entrenamientos, el club hizo pública su baja indefinida por enfermerdad. Posteriormente, le fue diagnosticado un trastorno por déficit de atención al adulto, ingresando en una clínica de Valencia durante dos meses. En total, la depresión le mantuvo de baja durante medio año. Regresó a los terrenos de juego con el inicio de la temporada 2004/05 y, paulatinamente, logró recuperar la titularidad en el equipo. Sin embargo, finalizada esa campaña, decidió no renovar su contrato y anunció su marcha del club perico alegando motivos familiares y personales.
Tras desestimar una oferta del Deportivo Alavés, llegó a un acuerdo con el Parma FC, pero un cambio en la propiedad del club frustró a última hora su incorporación al equipo italiano. Durante el mercado de invierno de la temporada 2005/06 fichó por el Polideportivo Ejido de Segunda División, tras varios meses sin equipo y entrenando en solitario en el Centro de Alto Rendimiento de San Cugat del Vallés. En el club andaluz permaneció hasta el final de temporada, participando únicamente en siete partidos.
El verano de 2006 estuvo a prueba en el Ipswich Town FC inglés, aunque finalmente, en octubre de ese año, fichó por una temporada por el Apollon Limassol de Chipre.
En febrero de 2007 fichó por el FC Amkar Perm, convirtiéndose así en el primer futbolista español en jugar en la Liga Premier de Rusia. En su primera temporada sólo participó en cinco encuentros ligueros y a principios de 2008 el nuevo técnico del club, Miodrag Bojovic, decidió dar la baja al futbolista.
Tras esta experiencia, regresó a España, entrenándose con el CF Badalona, de Segunda B a la espera de encontrar equipo.
El 19 de diciembre de 2009, la Unión Deportiva Marbella presentó oficialmente a Soldevilla como nuevo jugador del conjunto marbellí hasta final de temporada. Soldevilla llevaba ya un mes entrenando con el equipo que dirige José Luis Montes.
En la temporada 2010/11 jugó media temporada en el Caravaca CF, del Grupo IV de la Segunda División B española y en la segunda vuelta jugó en el Ontinyent Club de Fútbol del Grupo III de la Segunda División B española. En la temporada 2012-2013 empezó en Indonesia. Tras su temporada en el Pro Duta indonés, recalo en las filas del Alcoyano en el mercado invernal. En la temporada 2013/2014 fichó en el Jove Español de San Vicente (Alicante, filial del Hércules CF en el grupo VI de la Tercera División Española, su buena marcha y grandes actuaciones hicieron que el C.D. Eldense se hiciera con sus servicios siendo una pieza fundamental en el ascenso del equipo a la división de bronce donde juega actualmente.

## Selección nacional
No ha disputado partidos con la selección de España.

## Clubes
| RCD Espanyol B           | España    | 1994-1999                 |                                      |        |      |
| RCD Espanyol             | España    | 1997-2005                 |                                      |        |      |
| Polideportivo Ejido      | España    | 2006                      |                                      |        |      |
| Apollon Limassol         | Chipre    | 2006-2007                 |                                      |        |      |
| FC Amkar Perm            | Rusia     | 2007-2008                 |                                      |        |      |
| UD Marbella              | España    | 2009-2010                 |                                      |        |      |
| Caravaca Club de Fútbol  | España    | 2010                      |                                      |        |      |
| Ontinyent Club de Futbol | España    | 2011                      |                                      |        |      |
| Pro Duta                 | Indonesia | 2012 Alcoyano (2012/2013) | Fútbol Club Jove Español San Vicente | España | 2013 |
| Club Deportivo Eldense   | España    | 2014-2015                 |                                      |        |      |

## Palmarés

### Campeonatos nacionales
| Título       | Club         | País   | Año  |
| ------------ | ------------ | ------ | ---- |
| Copa del Rey | RCD Espanyol | España | 2000 |